# 滋賀県道330号甲良多賀線
滋賀県道330号甲良多賀線（しがけんどう330ごう こうらたがせん）は、滋賀県犬上郡甲良町から犬上郡多賀町に至る一般県道である。

## 概要
犬上郡甲良町大字法養寺から犬上郡多賀町大字中川原に至る。
甲良町中心部から多賀町の駅前経由で国道306号に通じる。もともと芹川付近までであったが、国道まで開通した。

### 路線データ
- 起点：犬上郡甲良町大字法養寺（甲良町役場前交差点、滋賀県道13号彦根八日市甲西線・滋賀県道227号敏満寺野口線交点）
- 終点：犬上郡多賀町大字中川原（中川原交差点、国道306号交点）
- 総延長：4.7 km

## 路線状況

### 重複区間
- 滋賀県道224号多賀高宮線（犬上郡多賀町大字土田・土田南交差点 - 犬上郡多賀町大字多賀・多賀大社西交差点）

### 道路施設

#### 橋梁
- 犬上大橋（犬上川、犬上郡甲良町 - 犬上郡多賀町）
- 中川原橋（芹川、犬上郡多賀町）

## 地理

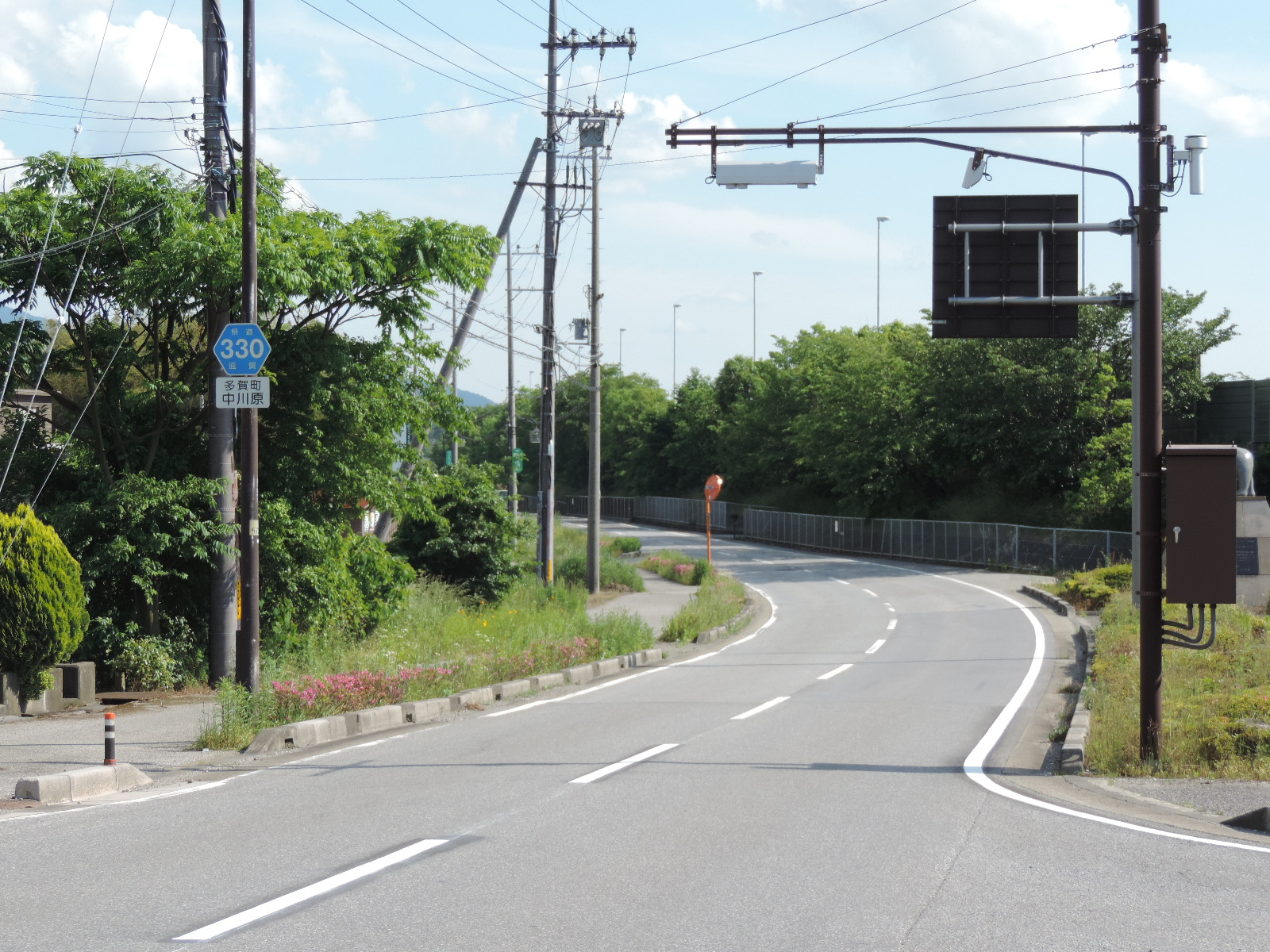
犬上郡多賀町大字中川原

### 通過する自治体
- 滋賀県
  - 犬上郡甲良町 - 犬上郡多賀町

### 交差する道路
| 交差する道路                                           | 市町村名 | 市町村名 | 交差する場所 | 交差する場所              |
| ------------------------------------------------------ | -------- | -------- | ------------ | ------------------------- |
| 滋賀県道13号彦根八日市甲西線 滋賀県道227号敏満寺野口線 | 犬上郡   | 甲良町   | 大字法養寺   | 甲良町役場前交差点 / 起点 |
| 滋賀県道543号高宮北落線                                | 犬上郡   | 甲良町   | 大字小川原   |                           |
| 滋賀県道224号多賀高宮線 重複区間起点                   | 犬上郡   | 多賀町   | 大字土田     | 土田南交差点              |
| 滋賀県道224号多賀高宮線 重複区間終点                   | 犬上郡   | 多賀町   | 大字多賀     | 多賀大社西交差点          |
| 滋賀県道544号大堀多賀線                                | 犬上郡   | 多賀町   | 大字中川原   |                           |
| 国道306号 / 近江グリーンロード 国道307号 重複          | 犬上郡   | 多賀町   | 大字中川原   | 中川原交差点 / 終点       |

### 交差する鉄道
- 近江鉄道多賀線

### 沿線
- 甲良町役場
- 甲良町立甲良中学校
- 近江鉄道多賀線 多賀大社前駅